# Diogo Prioste
Diogo Prioste né le 26 mars 2004 à Lisbonne au Portugal, est un footballeur portugais qui évolue au poste de milieu central au Benfica Lisbonne B.

## Biographie

### En club
Né à Lisbonne au Portugal, Diogo Prioste est formé par le Benfica Lisbonne. Le 21 septembre 2020, Diogo Prioste signe son premier contrat professionnel avec Benfica.
Le 6 octobre 2022, Diogo Prioste prolonge son contrat avec Benfica. Il est alors lié au club jusqu'en juin 2027,.

### En sélection
Avec les moins de 16 ans il joue un total de onze matchs et marque deux buts, entre 2019 et 2020. Il officie également comme capitaine de cette sélection.
Diogo Prioste est sélectionné avec l'équipe du Portugal des moins de 19 ans, pour participer au championnat d'Europe des moins de 19 ans en 2023. Le Portugal se hisse jusqu'en finale après avoir battu la Norvège,.

## Palmarès
Portugal -19 ans
- Championnat d'Europe
  - Finaliste en 2023